# Предтеченская церковь (Грачи)
Предтеченская церковь (Иоанно-Предтеченская церковь) — православный храм на хуторе Грачёв Области Войска Донского, ныне хутор Грачи Волгоградской области.

## История
Церковь на хуторе была построена в 1869 году на средства прихожан. Имела деревянное здание на каменном фундаменте, с такой же колокольней, покрытые листовым железом. Престол в храме был один — во имя Усекновения главы Иоанна Предтечи Господня. Также церкви принадлежала деревянная караулка для сторожей, крытая железом. Первым священником был Григорьев Федор Алексеевич. Церковь находилась от консистории — в 489 верстах, от благочинного — в 22 верстах. Ближайшие к храму церкви находились: Покровская станицы Урюпинской — в 22 верстах, Рождество-Богородицкая станицы Котовской — в 22 верстах, Николаевская хутора Сычева Михайловской станицы — в 18 верстах.
Церковный причт пользовался от прихожан паевым казачьим наделом в количестве 21-й десятины. В приходе Предтеченского храма имелись школы: Грачевская церковно-приходская школа (открыта в 1897 году) и Чулинское приходское министерское училище (открыто в 1911 году). Хутора прихода: Котлобанский, Иосифов, Новинский и Гулинский.
В советское время храм был закрыт и разобран.